# سایوز۳۷
سایوز-۳۷ (به روسی: Союз 37)(به معنای اتحاد ۳۷) سیزدهمین مأموریت سرنشین دار سازمان فضایی شوروی به مقصد ایستگاه فضایی سالیوت۶ و یازدهمین اتصال موفقیت‌آمیز به آن بود. این مأموریت حامل سومین فضانوردان بازدیدکننده از خدمه سایوز۳۵ و یکی از مأموریت های اینترکسموس شوروی به حساب می آمد که با پرتاب آن یک فضانورد ویتنامی هم به فضا سفر کرد. فضانوردان سایوز۳۷ پس از انجام آزمایش های برنامه ریزی شده با فضاپیمای سایوز۳۶ به زمین بازگشتند.

## خدمه مأموریت
| شماره | نام             | ملیت               | تعداد پرواز | نقش عملیاتی | تصویر |
| ۱     | ویکتور گورباتکو | اتحاد جماهیر شوروی | ۳           | فرمانده     |       |
| ۲     | پام توان        | ویتنام             | ۱           | محقق فضایی  |       |

## نگارخانه

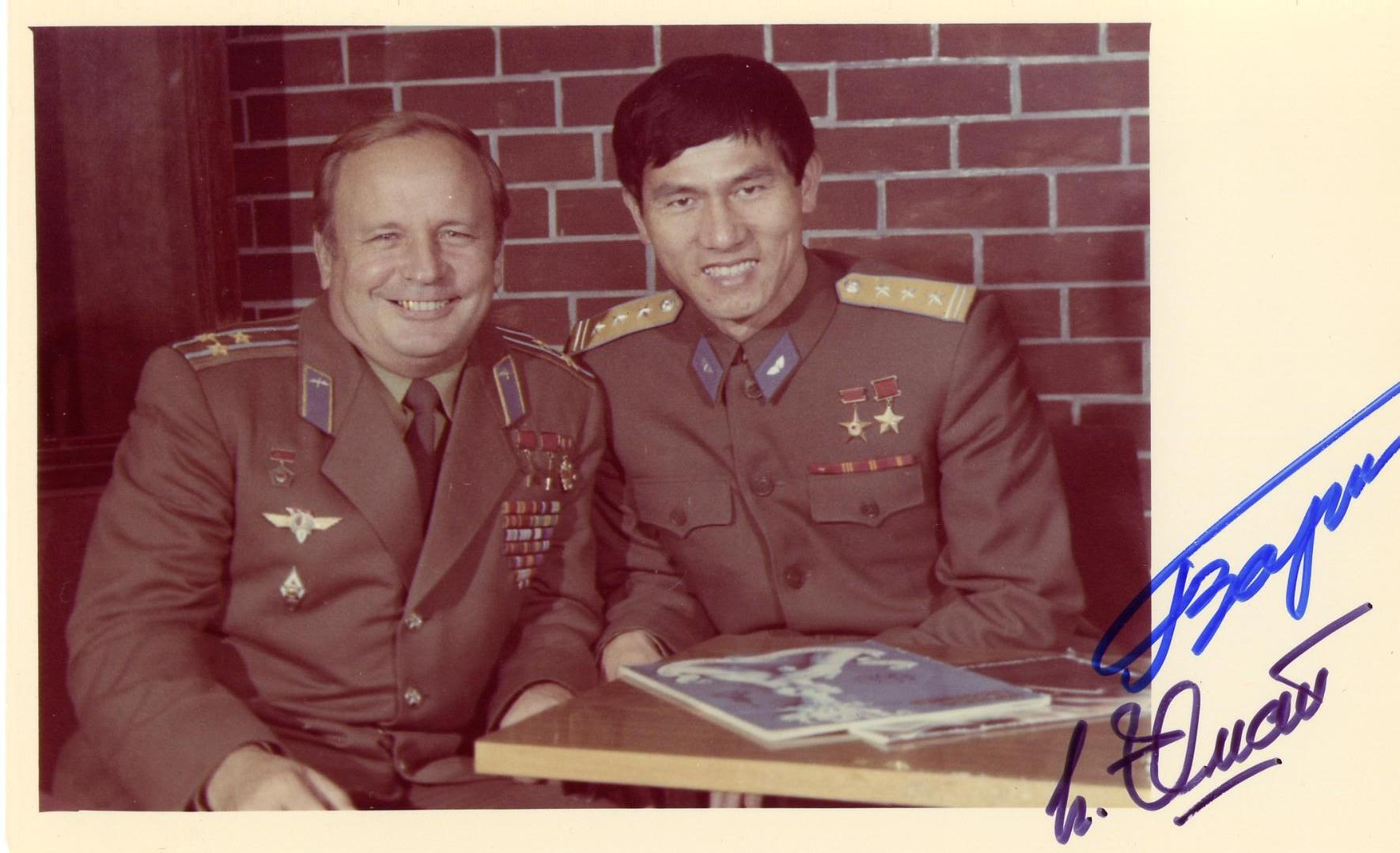
فضانوردان سایوز۳۷ یک سال بعد از مأموریت
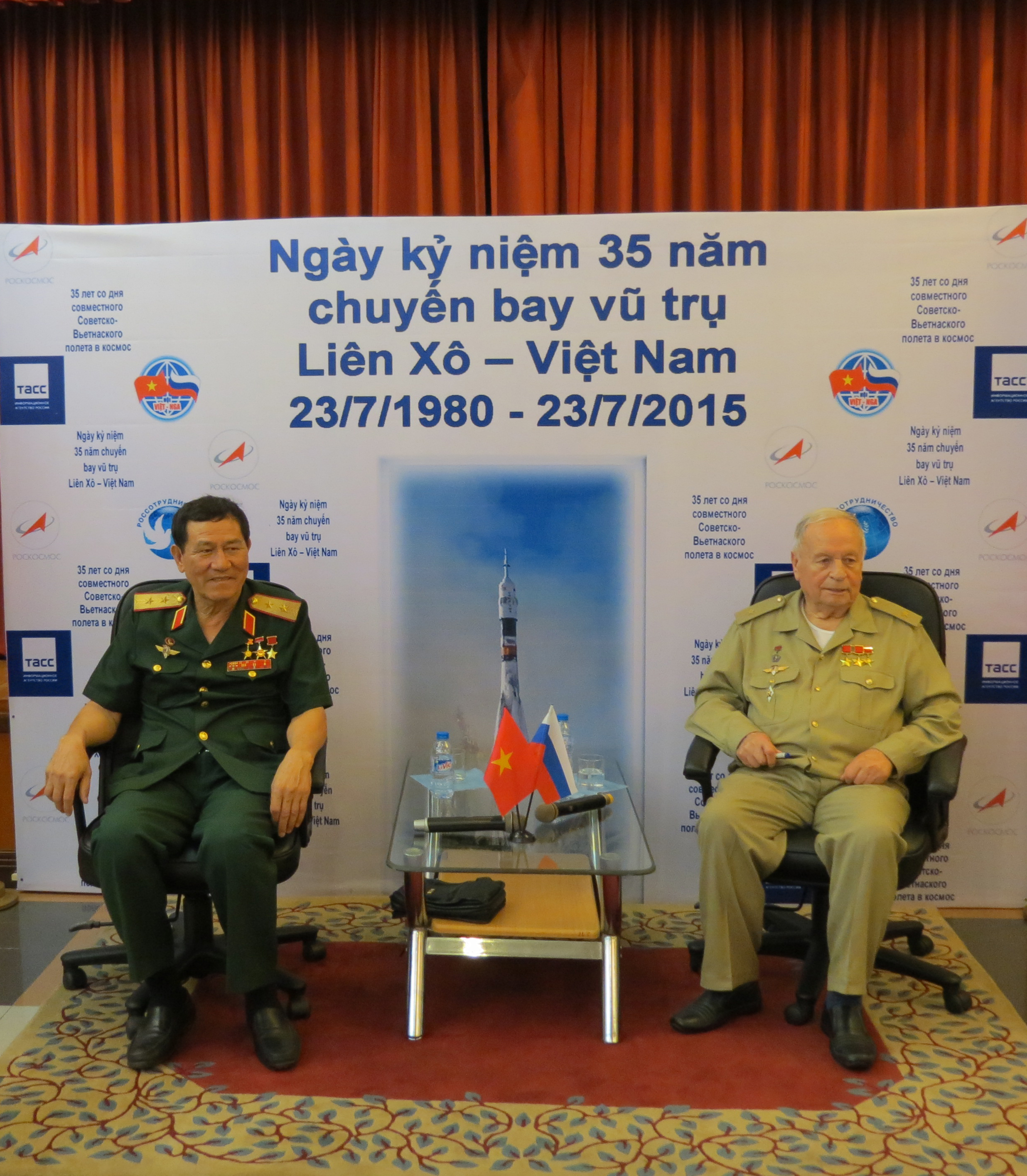
دیدار فضانوردان سایوز۳۷ با یکدیگر در سال ۲۰۱۵ (روسیه)
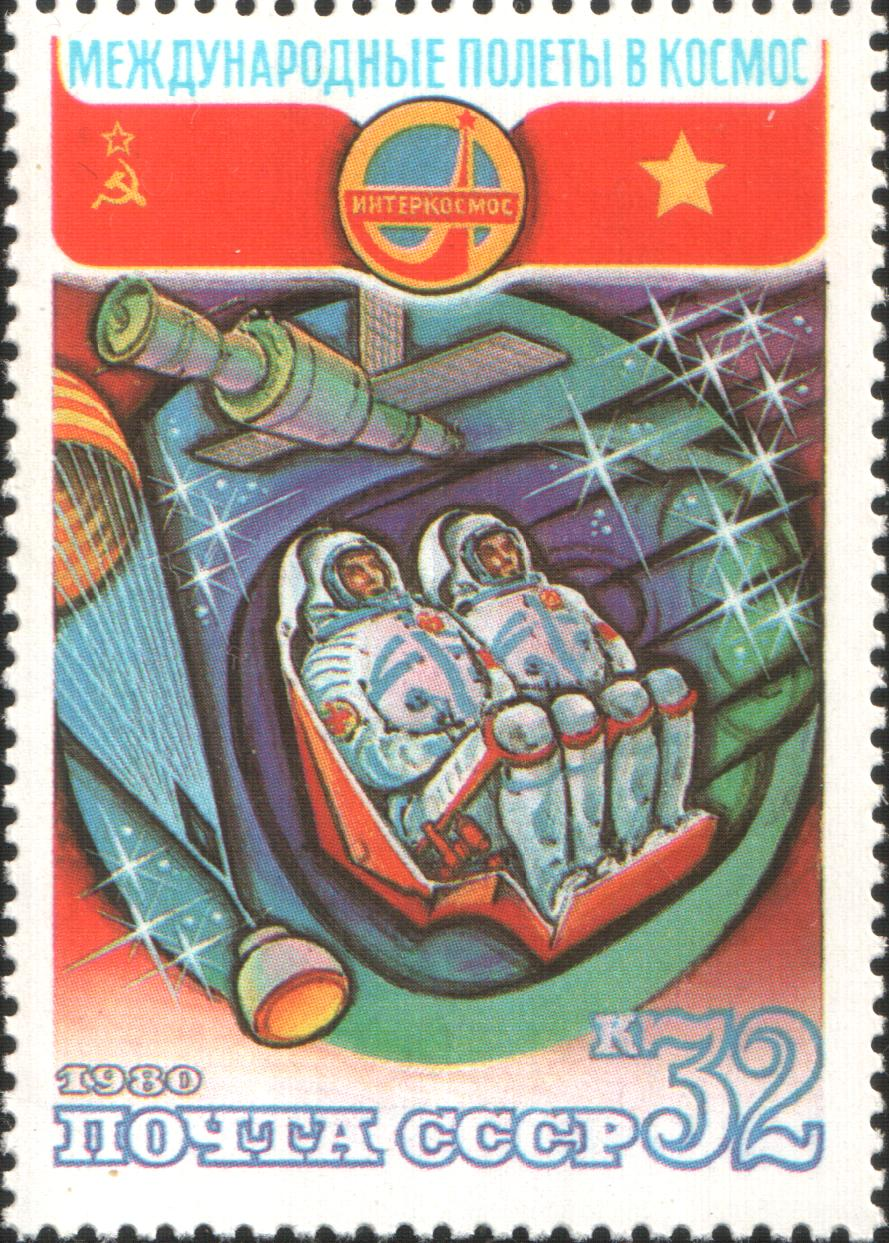
تصویر فضانوردان سایوز۳۷ روی تمبر شوروی